# Chascanum incisum
Chascanum incisum là một loài thực vật có hoa trong họ Cỏ roi ngựa. Loài này được (H.Pearson) Moldenke mô tả khoa học đầu tiên năm 1933.